# Chiyoda (tàu sân bay Nhật)
Chiyoda (tiếng Nhật: 千代田) là một tàu sân bay của Hải quân Đế quốc Nhật Bản hoạt động trong Thế Chiến II. Được đặt lườn vào ngày 26 tháng 11 năm 1934 và được hạ thủy vào ngày 29 tháng 11 năm 1936. Nguyên thủy nó là một tàu phóng thủy phi cơ trước khi được cải biến thành một tàu sân bay hạng nhẹ từ tháng 3 đến tháng 12 năm 1943. Nó bị đánh chìm cùng toàn bộ thủy thủ đoàn trong Trận đánh mũi Engano trong quá trình Hải chiến vịnh Leyte ngày 25 tháng 10 năm 1944.

## Danh sách thuyền trưởng
Như một tàu chở thủy phi cơ
- Seiji Mizui (Sĩ quan trang bị trưởng): 20 tháng 11 năm 1937 - 15 tháng 12 năm 1938
- Tomeo Kaku: 15 tháng 12 năm 1938 - 15 tháng 11 năm 1939
- Tadao Yokoi: 15 tháng 11 năm 1939 - 20 tháng 8 năm 1940
- Kaku Harada: 20 tháng 8 năm 1940 - 9 tháng 1 năm 1943 (được phong Chuẩn Đô đốc ngày 1 tháng 11 năm 1942.)

Như một tàu sân bay hạng nhẹ
- Akitomo Beppu: 9 tháng 1 năm 1943 - 15 tháng 2 năm 1944
- Eiichiro Jyo: 15 tháng 2 năm 1944 - 25 tháng 10 năm 1944 (tử trận, được truy phong Chuẩn Đô đốc)